# Schistomeringos eliasoni
Schistomeringos eliasoni är en ringmaskart som beskrevs av Oug 1978. Schistomeringos eliasoni ingår i släktet Schistomeringos och familjen Dorvilleidae. Inga underarter finns listade i Catalogue of Life.